# Gordan Grlić-Radman
Gordan Grlic Radman (Prisoje, 6 de junio de 1958) es un empresario, diplomático y político croata, miembro de la Unión Democrática Croata (HDZ). Es ministro de Asuntos Exteriores y Europeos desde 2019.

## Biografía
Después de una carrera en el mundo empresarial en Suiza, trabajó en la diplomacia croata después de la independencia del país, en particular en las embajadas de Sofía y Budapest . En 2017 fue nombrado embajador en Alemania.
Tras la dimisión de Marija Pejčinović Burić elegida como secretaria general del Consejo de Europa en julio de 2019, lo sucedió como ministro de Asuntos Exteriores y Europeos el 19 de julio.